# Operação: Lioness
Operação: Lioness é uma série de espionagem da TV Americana criada por Taylor Sheridan que estreiou em 23 de Julho de 2023, na Paramount+.

## Premissa
A Fuzileira Americana Cruz Manuelos (Laysla de Oliveira) tem a tarefa de fazer amizade com a filha de um suspeito de terrorismo (Stephanie Nur) que está sendo vigiado pela CIA.

## Elenco

### Principal
- Zoe Saldaña como Joe, oficial da CIA encarregada pelo programa Lioness
- Laysla De Oliveira como Cruz Manuelos, fuzileira e nova agente da operação
- Dave Annable como Neil, marido da Joe e cirurgião oncologista pediátrico
- Jill Wagner como Bobby, líder do time de campo da operação
- LaMonica Garrett como Tucker, membro do time de campo
- James Jordan como Two Cups, membro do time de campo
- Austin Hébert como Randy, membro do time de campo
- Jonah Wharton como Tex, membro do time de campo
- Thad Luckinbill como Kyle, oficial da CIA e amigo da Joe
- Stéphanie Nur como Aaliyah Amrohi, filha do suposto terrorista
- Hannah Love Lanier como Kate, filha adolescente de Joe e Niel
- Nicole Kidman como Kaitlyn Meade, oficial da CIA de alto escalão e supervisora da Joe

### Recorrentes
- Michael Kelly como Byron Westfield, Diretor Adjunto da CIA e supervisor da Kaitlyn
- Martin Donovan como Errol Meade, marido da Kaitlyn
- Michael Tow como Dr. Hammond, colega de Neil

### Convidados
- Morgan Freeman como Secretário de Estado dos Estados Unidos Edwin Mullins
- Ray Corasani como Ehsan[2]
- Sam Asghari como Kamal[2]
- Carla Mansour como Malika[2]
- Adam Budron como Sami[2]

## Episódios
| No. | Título                              | Dirigido por  | Escrito por                    | Data de lançamento     |
| --- | ----------------------------------- | ------------- | ------------------------------ | ---------------------- |
| 1   | "Soldados para Sacríficio"          | John Hillcoat | Taylor Sheridan                | 23 de Julho de 2023    |
| 2   | "A Surra"                           | John Hillcoat | Taylor Sheridan                | 23 de Julho de 2023    |
| 3   | "Contusão em Forma de Punho"        | Antonio Byrne | Taylor Sheridan e Thomas Brady | 30 de Julho de 2023    |
| 4   | "A Escolha do Fracasso"             | Antonio Byrne | Taylor Sheridan                | 6 de Agosto de 2023    |
| 5   | "A Verdade é a Mentira Mais Astuta" | Paulo Cameron | Taylor Sheridan                | 13 de Agosto de 2023   |
| 6   | "A Mentira é a Verdade"             | Paulo Cameron | Taylor Sheridan                | 20 de Agosto de 2023   |
| 7   | "Desejo que a Luta Acabe"           | John Hillcoat | Taylor Sheridan                | 27 de Agosto de 2023   |
| 8   | "Partir é a Ilusão da Ordem"        | John Hillcoat | Taylor Sheridan                | 03 de Setembro de 2023 |

## Produção
Operação: Lioness foi anunciada em Setembro de 2020 como parte do catálogo da Paramount+. Em Fevereiro de 2022, Zoe Saldaña foi escalada como estrela do elenco, e produtora executiva juntamente com Nicole Kidman. Laysla De Oliveira se juntou ao cast nos meses seguintes. Em Junho, Sheridan assumiu como showrunner da série junto com Thomas Brady na equipe de roteristas. A escalação do elenco continuou em Setembro, com a adição de Dave Annable, Stéphanie Nur, LaMonica Garrett, James Jordan, Austin Hébert, Jonah Wharton e Hannah Love Lanier. Em Janeiro de 2023, Kidman e Michael Kelly também se juntaram ao elenco juntamente a Morgan Freeman.
As filmagens começaram em Mallorca no mês de Janeiro de 2023. Em Maio de 2023, foi anunciado que a série previamente anunciada como Lioness havia mudado de título para Operação: Lioness.
Andrew Lockington compôs a trilha sonora da séri. Ele já havia trabalhado previamente com Taylor Sheridan em O Dono de Kingstown. Lakeshore Records lançou a trilha sonora da série.

## Inspiração
A série é vagamente baseada na premissa de "Team Lioness", onde no Iraque em 2003 foi tomada a decisão de enviar mulheres soldados em patrulhas, com o objetivo de impedir que os insurgentes usassem mulheres para contrabandear material porque os soldados americanos do sexo masculino achavam difícil encontrar mulheres muçulmanas. Estas equipes encontravam-se em situações de combate direto, violando a Política de Exclusão de Combate (alterada apenas uma década depois), o que impedia os soldados de obterem benefícios de veterano após o serviço.

## Recepção
O site agregador de avaliações Rotten Tomatoes relatou um índice de aprovação de 53% e uma classificação média de 6,1/10, com base em 32 avaliações. O consenso dos críticos do site diz: "Zoe Saldaña fornece a energia de uma Leoa, mas essas Operações Especiais são em grande parte derivadas e pouco convincentes." No Metacritic, tem uma pontuação média ponderada de 56 em 100 com base em 19 críticos, indicando "avaliações mistas ou médias".
O revisor Mike Hale, escrevendo para o New York Times, escreveu que o programa "acabou sendo uma peça de gênero texturizada, temperamental e cheia de suspense, com personagens de seu interesse" e que "Sheridan encontrou uma forma, o thriller de ação, que combina melhor com ele do que as novelas ocidentais e os dramas policiais contemporâneos que ele produziu até agora". Inicialmente, ao exibir apenas o primeiro episódio, Hale escreveu que o programa "se parece com muitos outros thrillers de contraterrorismo, com um impacto visceral em sua ação e uma sensação de cenário cafona". Também com base no primeiro episódio, a Variety criticou-o como "clichê" e "propaganda militar desavergonhada".

## References
1. ↑  Petski, Denise (8 de junho de 2023). «Taylor Sheridan's 'Special Ops: Lioness' Paramount+ Series Gets Premiere Date, First Trailer». Deadline Hollywood. Consultado em 8 de junho de 2023
2. 1 2 3 4  Otterson, Joe (16 de novembro de 2022). «Sam Asghari, Carla Mansour, Adam Budron, Martin Donovan Join Taylor Sheridan's CIA Series 'Lioness' at Paramount+ (EXCLUSIVE)». Variety. Consultado em 22 de janeiro de 2023
3. ↑  White, Peter (15 de setembro de 2020). «The Godfather Making-Of Event Drama, Taylor Sheridan Spy Thriller, The Game Reboot & Behind The Music Revival Lead Paramount+ Original Slate». Deadline Hollywood. Consultado em 13 de janeiro de 2023
4. ↑  White, Peter (15 de fevereiro de 2022). «Billy Bob Thornton Set As Lead In Land Man, Zoe Saldaña To Star In Lioness & 1883 Gets New Season, Spinoff As Paramount+ Grows Taylor Sheridan Universe». Deadline Hollywood. Consultado em 13 de janeiro de 2023
5. ↑  Otterson, Joe (18 de março de 2022). «Laysla De Oliveira Joins Zoe Saldaña in Taylor Sheridan's Paramount Plus Espionage Series Lioness (EXCLUSIVE)». Variety. Consultado em 13 de janeiro de 2023
6. ↑  Petski, Denise (28 de junho de 2022). «Taylor Sheridan Taking Over As Showrunner On His Paramount+ Series Lioness». Deadline Hollywood. Consultado em 13 de janeiro de 2023
7. ↑  Cordero, Rosy (6 de setembro de 2022). «Lioness Adds Taylor Sheridan-Verse Stars Dave Annable, LaMonica Garrett & James Jordan». Deadline Hollywood. Consultado em 13 de janeiro de 2023
8. ↑  Petski, Denise (29 de setembro de 2022). «Lioness: Taylor Sheridan's CIA Drama Series Adds 3 To Cast». Deadline Hollywood. Consultado em 13 de janeiro de 2023
9. ↑  Petski, Denise (5 de janeiro de 2023). «Nicole Kidman Cast In Taylor Sheridan's CIA Drama Series Lioness At Paramount+». Deadline Hollywood. Consultado em 13 de janeiro de 2023
10. ↑  Andreeva, Nellie (13 de janeiro de 2023). «Lioness: Morgan Freeman Joins Taylor Sheridan's Series For Paramount+». Deadline Hollywood. Consultado em 13 de janeiro de 2023
11. ↑  Strause, Jackie (26 de janeiro de 2023). «Michael Kelly Joins Cast of Taylor Sheridan's Lioness (Exclusive)». The Hollywood Reporter. Consultado em 27 de janeiro de 2023
12. ↑  Piovesan, Anrhony (11 de janeiro de 2023). «Kidman and Other Hollywood Stars in Mallorca as Filming Starts for Paramount+ Series Lioness». The Olive Press. Consultado em 13 de janeiro de 2023
13. ↑  Petski, Denise (5 de maio de 2023). «'Special Ops: Lioness': First Look At Nicole Kidman, Zoe Saldaña, Laysla De Oliveira & More In Taylor Sheridan's CIA Drama Series». Deadline Hollywood. Consultado em 5 de maio de 2023
14. ↑  «Special Ops: Lioness: 1.ª temporada». Rotten Tomatoes (em inglês). Fandango Media. Consultado em 24 de julho de 2023
15. ↑  «Special Ops: Lioness: 1.ª temporada». Metacritic (em inglês). Fandom, Inc. Consultado em 24 de julho de 2023
16. ↑  Hale, Mike (21 de julho de 2023). «'Special Ops: Lioness' Review: Zoe Saldaña Does Strong and Silent». The New York Times (em inglês). ISSN 0362-4331. Consultado em 14 de setembro de 2023
17. ↑  Hale, Mike (11 de setembro de 2023). «'Special Ops: Lioness' Reconsidered». The New York Times (em inglês). ISSN 0362-4331. Consultado em 14 de setembro de 2023
18. ↑  Herman, Alison (21 de julho de 2023). «Taylor Sheridan's 'Special Ops: Lioness,' Starring Nicole Kidman and Zoe Saldana, Is Shameless Military Propaganda: TV Review». Variety (em inglês). Consultado em 4 de agosto de 2023